# Liste der Naturdenkmale in Mittelherwigsdorf
Die Liste der Naturdenkmale in Mittelherwigsdorf umfasst Naturdenkmale der sächsischen Gemeinde Mittelherwigsdorf.

## Definition
„Naturdenkmäler sind rechtsverbindlich festgesetzte Einzelschöpfungen der Natur oder entsprechende Flächen bis zu fünf Hektar, deren besonderer Schutz erforderlich ist
1. aus wissenschaftlichen, naturgeschichtlichen oder landeskundlichen Gründen oder
2. wegen ihrer Seltenheit, Eigenart oder Schönheit.“

„§ 18 – Naturdenkmäler – (zu § 28 BNatSchG)
(1) Die Erklärung nach § 22 Abs. 1 BNatSchG von Teilen von Natur und Landschaft als Naturdenkmal erfolgt durch Rechtsverordnung oder Einzelanordnung.
(2) Über § 28 Abs. 1 BNatSchG hinaus können Naturdenkmäler zur Sicherung von Lebensgemeinschaften oder Lebensstätten von im Bestand gefährdeten oder streng geschützten Arten festgesetzt werden.“

## Liste
Diese Auflistung unterscheidet zwischen Flächennaturdenkmalen (FND) mit einer Fläche bis zu 5 ha (bei Verordnung nach DDR-Recht auch mehr) und Einzel-Naturdenkmalen (ND).
Link zu einem Kartenansichtstool, um Koordinaten zu setzen.
| Bild            | Bezeichnung                                        | Lage                                                 | Beschreibung                     | Datum | Nummer |
| --------------- | -------------------------------------------------- | ---------------------------------------------------- | -------------------------------- | --- | ------ |
| BW              | Triftstück mit Silberdistelbewuchs am Schanzberg   | Oberseifersdorf (50° 57′ 36,3″ N, 14° 48′ 46,3″ O)   | Flächennaturdenkmal (0,3 Hektar) | Beschluss des Rates des Kreises Zittau 16-3/ 72 vom 10. August 1972                                                      | GR 149 |
| BW              | Berg-Ahorn am Quersteg 5                           | Oberseifersdorf (50° 56′ 30,8″ N, 14° 48′ 18,5″ O)   | Naturdenkmal                     | Verordnung des Landkreises Löbau-Zittau zur Festsetzung von Naturdenkmalen im Landkreis Löbau-Zittau (27. Februar 2002)  | GR 878 |
| BW              | Scheiber Spitzberg                                 | Mittelherwigsdorf (50° 55′ 5,1″ N, 14° 43′ 49,3″ O)  | Flächennaturdenkmal (2,5 Hektar) | Beschluss des Rates des Kreises Zittau 177/81 vom 22. Dezember 1981                                                      | GR 277 |
| BW              | Stiel-Eiche in der Oberdorfstraße 120a             | Mittelherwigsdorf (50° 55′ 35,6″ N, 14° 46′ 14,2″ O) | Naturdenkmal                     | Verordnung des Landkreises Löbau-Zittau zur Festsetzung von Naturdenkmalen im Landkreis Löbau-Zittau (25. Juni 2008)     | GR 899 |
| BW              | Winter-Linde an der Bergstraße 20                  | Eckartsberg (50° 55′ 26,2″ N, 14° 48′ 14,2″ O)       | Naturdenkmal                     | Verordnung des Landkreises Löbau-Zittau zur Festsetzung von Naturdenkmalen im Landkreis Löbau-Zittau (13. Dezember 2000) | GR 42  |
| BW              | Waldstück auf dem Scheibeberg                      | Mittelherwigsdorf (50° 54′ 47,3″ N, 14° 43′ 48,4″ O) | Flächennaturdenkmal (0,8 Hektar) | Beschluss des Rates des Kreises Zittau 177/81 vom 22. Dezember 1981                                                      | GR 278 |
| BW              | Stiel-Eiche an der Feldstraße 19 (Kaisers Eiche)   | Eckartsberg (50° 55′ 23,3″ N, 14° 48′ 24,2″ O)       | Naturdenkmal                     | Verordnung des Landkreises Löbau-Zittau zur Festsetzung von Naturdenkmalen im Landkreis Löbau-Zittau (13. Dezember 2000) | GR 41  |
| Fotos hochladen | Böschung am Altersheim                             | Mittelherwigsdorf (50° 54′ 28,6″ N, 14° 44′ 42,1″ O) | Flächennaturdenkmal (1,1 Hektar) | Beschluss des Rates des Kreises Zittau 2/57 vom 9. Januar 1957                                                           | GR 86  |
| BW              | Marke                                              | Eckartsberg (50° 55′ 32,3″ N, 14° 50′ 29,9″ O)       | Flächennaturdenkmal (2,0 Hektar) | Beschluss des Rates des Kreises Zittau 177/81 vom 22. Dezember 1981                                                      | GR 251 |
| BW              | Waldstück im Roschertal                            | Mittelherwigsdorf (50° 55′ 29,2″ N, 14° 43′ 29,9″ O) | Flächennaturdenkmal (3,1 Hektar) | Beschluss des Rates des Kreises Zittau 177/81 vom 22. Dezember 1981                                                      | GR 276 |
| BW              | Wiese am Scheidebach – Herbstzeitlosewiese         | Eckartsberg (50° 55′ 1,1″ N, 14° 50′ 44,6″ O)        | Flächennaturdenkmal (0,5 Hektar) | Beschluss des Rates des Kreises Zittau 200/76 vom 16. Dezember 1976                                                      | GR 158 |
| Fotos hochladen | Winter-Linde an der Bergstraße 24 (Härtelts Linde) | Eckartsberg (50° 55′ 32,1″ N, 14° 48′ 14,7″ O)       | Naturdenkmal                     | Verordnung des Landkreises Löbau-Zittau zur Festsetzung von Naturdenkmalen im Landkreis Löbau-Zittau (13. Dezember 2000) | GR 40  |
| BW              | Friedenseiche                                      | Mittelherwigsdorf (50° 54′ 51,3″ N, 14° 45′ 41,3″ O) | Naturdenkmal                     | Verordnung des Landkreises Löbau-Zittau zur Festsetzung von Naturdenkmalen im Landkreis Löbau-Zittau (25. Juni 2008)     | GR 920 |
| BW              | Nordwesthang des Scheibeberges                     | Mittelherwigsdorf (50° 54′ 53,8″ N, 14° 43′ 21,7″ O) | Flächennaturdenkmal (2,6 Hektar) | Beschluss des Rates des Kreises Zittau 177/81 vom 22. Dezember 1981                                                      | GR 279 |